# 'Aïn Deheb
'Aïn Deheb är en ort i Algeriet. Den ligger i provinsen Tiaret, i den norra delen av landet, 250 km sydväst om huvudstaden Alger. 'Aïn Deheb ligger 1 081 meter över havet och antalet invånare är 36 146.
Terrängen runt 'Aïn Deheb är platt, och sluttar söderut.  Runt 'Aïn Deheb är det ganska glesbefolkat, med 42 invånare per kvadratkilometer. Omgivningarna runt 'Aïn Deheb är i huvudsak ett öppet busklandskap.